# وارود (مینه‌سوتا)
وارود، مینه‌سوتا (به انگلیسی: Warroad, Minnesota) یک شهر در ایالات متحده آمریکا است که در شهرستان روسو، مینه‌سوتا واقع شده‌است.
براک نلسون به انگلیسیBrock Nelson بازیکن هاکی روی یخ تیم نیویورک آیسلندرز متولد این شهر است.

## خصوصیات
وارود ۷٫۵۱ کیلومترمربع مساحت و ۱٬۸۰۰ نفر جمعیت دارد و ۳۲۵ متر بالاتر از سطح دریا واقع شده‌است.